# Great Western and Brentford Railway
Die Great Western and Brentford Railway war eine britische Eisenbahngesellschaft in Middlesex in England. 
Die Gesellschaft wurde am 14. August 1855 gegründet, um eine 6,4 Kilometer lange Bahnstrecke in der Breitspur von 2140 mm zu errichten. Die Strecke führte von Southall an der Great Western Railway-Bahnstrecke London–Bristol zu den Brentford Docks am Ufer der Themse.
Am 15. Juli 1859 wurde auf der Strecke der Güterverkehr und ab dem 1. Mai 1860 der Personenverkehr aufgenommen. Bereits ab dem Eröffnungsdatum war die Strecke an die Great Western Railway verpachtet. 1861 wurde die Strecke um eine dritte Schiene für die Normalspur erweitert. 1876 erfolgte der Umbau auf Normalspur.
Die Great Western Railway übernahm die Gesellschaft mit Wirkung vom 1. Januar 1872.